# She Loves Me Not
She Loves Me Not er både en sang, en musikvideo og en single fra bandet Papa Roach. Sangen handler om forholdet mellem forsangeren og hans kone.
| Musik | Spire Denne musikartikel er en spire som bør udbygges. Du er velkommen til at hjælpe Wikipedia ved at udvide den. |